# 길동현
길동현은 대한민국의 가수이다. 2020년에 방영되었던 MBC 트로트경연 방송 최애엔터테인먼트에서 KPOP 아이돌과 함께 최종 본선 25인에 올라 개인기 무대에서 박상민 모창으로 슬램덩크OST "너에게로 가는 길"을 불러 당시 심사위원이었던 김신영은 “mbc 공채 개그맨 시험을 보면 바로 합격이다”라고 칭찬을 했다. 
2020년 춘천시레슬링협회 홍보대사로 위촉 되었으며, 2022년에는 강원도 정통시장 홍보대사로 위촉되었다.

## 방송
- MBC 최애 엔터테인먼트(2020) - 본선 진출 25인
- KBS 아침마당 도전 꿈의무대(2019)
- KBS 노래가 좋아(2019)

## 음반
- 돌려놔(2023)
- 이 세상사(2022)
- 메가빅파워 CM송(2022)
- 간다(2021)
- 소원들어주세요(2020)
- 사나이박봉팔(2019)

## 경력
- 강원도전통시장 홍보대사
- 춘천시레슬링협회 홍보대사
- (주)와이비팜 메가빅파워 CF (2022)
- 존앤존스피자 전속모델(2021~)
- 메가빅파워 전속모델(2021~)
- (주)와이비팜 홍보대사(2021~)